# Robinson Savary
 (février 2012).
Robinson Savary (né le 17 mai 1969) est un réalisateur, scénariste et photographe français. Il est surtout connu pour son premier film long métrage  Bye Bye Blackbird et sa série de photographies, "Los Raros". Il vit actuellement en France.

## Biographie
Robinson Savary est le fils du metteur en scène de théâtre Jérôme Savary et de l’artiste peintre Sabine Monirys. Né en 1969, il a grandi à Paris, France, et a étudié la philosophie à La Sorbonne. De 2008 à 2012, il s'installe à Buenos Aires, en Argentine, où il se concentre sur la photographie et où il adopte la citoyenneté Argentine avant de retourner à Paris.
Sa carrière comme cinéaste commence avec le court-métrage A suivre (1988), dans lequel Michael Lonsdale joue le premier rôle. Suivent deux autres courts-métrages : Falstaff on the moon (1993) et Le Tango des vitamines (1995).
En 2005, Robinson Savary signe son premier long-métrage Bye Bye Blackbird, un drame situé dans l’univers du spectacle et écrit par Arif Ali-Shah. On y découvre James Thierrée, aux côtés de Jodhi May, Sir Derek Jacobi, Izabella Miko et Michael Lonsdale. Bye Bye Blackbird a remporté le Prix de la Meilleure photographie, le prix du Public et le prix FIPRESCI au Taormina Film Festival en 2005.

## Filmographie
- À Suivre (1988) (court-métrage)
- Falstaff on the moon (1993) (court-métrage)
- Le tango des vitamines (1995) (court-métrage)
- James Thierrée invente La veillée des abysses (2003) (documentaire)
- Bye Bye Blackbird (2005) (long-métrage)

## Photographie
- The Originals (2001)
- Los Raros (2009–2011)

## Publications
- Los Raros, ediciones Larivière, Buenos Aires, 2012